# 井上治 (実業家)
井上 治（いのうえ おさむ、1952年8月25日 - ）は、日本の実業家。住友電気工業代表取締役社長 。ワイヤハーネス事業依存からの脱却を進める社長、日本電線工業会会長を務める。

## 人物・経歴
福岡県出身。久留米大学附設高等学校を経て、1975年九州大学経済学部卒業、住友電気工業入社。国際畑でアメリカ合衆国やインドネシアなどを担当し、2001年自動車部長。2004年執行役員自動車事業本部副本部長。2006年住友電装取締役常務執行役員。2007年同社取締役専務執行役員。2008年住友電気工業常務取締役自動車事業本部長。
2009年Sumitomo Electric Bordnetze GmbH社長。2012年から住友電装代表取締役社長として住友電気工業との共同海外事業を拡大した。2017年関西経済連合会会長に就いた松本正義の後任として13年ぶりの社長交代により住友電気工業代表取締役社長に就任。ワイヤハーネス事業依存からの脱却を進める。2020年日本電線工業会会長。日本銅センター副会長。